# پشنگ کامکار
پشنگ کامکار (۳۰ آذر ۱۳۳۰، سنندج)، نوازندهٔ سنتور، از اعضای گروه کامکارها و یکی از بنیان‌گذاران گروه شیدا است.

## زندگی
وی از سن ۱۰ سالگی فراگیری موسیقی را با ساز سنتور نزد برادر بزرگ خود هوشنگ کامکار آغاز کرد. ردیف‌های استاد ابوالحسن صبا را نزد پدر خود استاد حسن کامکار آموخت و در سال ۱۳۴۵ در مرکز فرهنگ و هنر سنندج مشغول به تدریس شد. وی همزمان با تدریس به اجرای کنسرت در شهرهای مختلف کردستان و اردوهای رامسر پرداخت. به مدت ۵ سال با رادیو سنندج همکاری کرد و بعد از دوران سربازی به تهران مهاجرت نمود و در دانشکده هنرهای زیبای دانشگاه تهران موفق به دریافت مدرک کارشناسی شد. در این دانشکده از هنرمندانی چون: نورعلی برومند و داریوش صفوت، مهدی برکشلی، هرمز فرهت، محمدتقی مسعودیه و سایر اساتید بهره برد. او به همراه پرویز مشکاتیان در سال ۱۳۵۵ در آزمون باربد، نخستین کنکور موسیقی ایران به مقام نخست سنتور نوازی نائل آمد. پشنگ کامکار یکی از بنیانگذاران گروه شیدا است و اولین تکنوازی خود را با این گروه به همراه محمدرضا شجریان و محمدرضا لطفی با نام «به یاد عارف» ارائه کرد و به دنبال آن کارهای دیگری مثل چاوش ۶ و همچنین سه‌گاه جشن طوس را باهمین گروه اجرا کرد. بعد از تعطیلی گروه شیدا، پشنگ کامکار سرپرستی گروه را به عهده گرفت و ۲ آلبوم با خوانندگی صدیق تعریف به اسم فراق و گلگشت روانه بازار کرد. مدتی هم با گروه دستان همکاری داشت از جمله کنسرت با ایرج بسطامی همراه این گروه در ایران و سایر کشورها. تا اینکه گروه کامکارها به‌طور رسمی شکل گرفت و او همراه این گروه خانوادگی در ایران و سایر کشورها کنسرت‌هایی در جهت معرفی موسیقی ایران برگزار کرد و همچنین اجرا در فستیوال‌های معتبر جهانی. در سال ۱۳۸۱ آثارش در شورای ارزشیابی هنرمندان مورد بررسی قرار گرفت و مقام درجه یک هنری (معادل دکترا) به او اعطا شد. از دیگر فعالیت‌های او می‌توان به تدریس در دانشکدهٔ هنر و معماری دانشگاه آزاد و عضویت در هیئت ژوری دانشکدهٔ موسیقی کرج و تدریس نوازندگی سنتور اشاره کرد.

## آثار

### موسیقی
- تکنوازی سنتور در ماهور و راست پنجگاه
- سه نوازی و تکنوازی سنتور (با همراهی جمشید عندلیبی و ارژنگ کامکار)
- گلگشت (با صدای صدیق تعریف)
- به یاد صبا (با همراهی اردشیر و ارژنگ کامکار)
- بارانه (تکنوازی)
- فراق (با صدای صدیق تعریف)
- گل به دامن (با صدای بیژن بیژنی)[۱]
- شورم را (بداهه نوازی های سنتور)[۲]
- بی گاهان (تکنوازی سنتور)[۳]
- جهان گذران با صدای سالار عقیلی  و اجرای گروه ژاو ( نوازندگان سیاوش کامکار - نیریز کامکار - امین جهانگیری - احسان امامی و امیرناصر رنجبر))[۴]

و همنوازی در آثار متعددی در موسیقی ایرانی به همراه گروه‌های عارف، شیدا، دستان و کامکارها.

### کتاب‌ها
- شیوهٔ سنتور نوازی
- ردیف میرزا عبدالله برای سنتور
- موج
- گلنار
- یادگاران
- سپیده
- هزاردستان
- موج نو
- شورم را [۵]